# Resolució 529 del Consell de Seguretat de les Nacions Unides
La Resolució 529 del Consell de Seguretat de les Nacions Unides, fou aprovada el 18 de gener de 1983 després de recordar les resolucions 425 (1978), 426 (1978), 508 (1982), 509 (1982) i 519 (1982), així com l'estudi del Secretari General sobre la Força Provisional de les Nacions Unides al Líban (FPNUL), el Consell va decidir prorrogar el mandat de la UNIFIL fins al 19 de juliol de 1983.
El Consell va demanar al Secretari General que informés sobre els progressos realitzats respecte a l'aplicació de la resolució.
La resolució 529 va ser aprovada per 13 vots a cap, amb dues abstencions de la República Popular de Polònia i de la Unió Soviètica.